# Thermalito
Thermalito is een plaats in Butte County in Californië in de VS.

## Geografie
De totale oppervlakte bedraagt 33,6 km² (13,0 mijl²) waarvan 33,3 km² (12,8 mijl²) land is en 0,4 km² (0,1 mijl²) of 1.08% water is.

## Demografie
Volgens de census van 2000 bedroeg de bevolkingsdichtheid 181,8/km² (470,8/mijl²) en bedroeg het totale bevolkingsaantal 6045 dat bestond uit:
- 77,73% blanken
- 0,46% zwarten of Afrikaanse Amerikanen
- 2,91% inheemse Amerikanen
- 10,50% Aziaten
- 0,20% mensen afkomstig van eilanden in de Grote Oceaan
- 2,98% andere
- 5,21% twee of meer rassen
- 7,69% Spaans of Latino

Er waren 2143 gezinnen en 1508 families in Thermalito. De gemiddelde gezinsgrootte bedroeg 2,79.

## Plaatsen in de nabije omgeving
De onderstaande figuur toont nabijgelegen plaatsen in een straal van 24 km rond Thermalito.